# Кума смерть
«Кума смерть» (нім. Der Gevatter Tod) — казка зі збірки братів Грімм «Дитячі та сімейні казки» (1812). Опублікована під номером 44.
Це одна з похмурих казок збірки, що досліджує мотив долі, смерті та справедливості.
Казка має паралелі з іншими європейськими народними оповідками, зокрема з італійською «Долею» (італ. La Fortuna) та іспанською «Хрещена Смерть» (ісп. La Madrina Muerte), де Смерть також виступає як покровителька головного персонажа.
Український письменник Василь Королів-Старий у збірці «Нечиста сила» також використав подібний сюжет.

## Сюжет
Бідний чоловік, який мав уже дванадцятеро дітей і з надмірними зусиллями годував їх, опинився в скруті, коли народилася тринадцята дитина. У відчаї він вирішив запросити першого зустрічного стати хрещеним батьком дитини. Спочатку зустрів Бога, але відмовив Йому, бо вважав, що Бог несправедливо розподіляє багатство. Потім зустрів чорта, але також відмовив, бо знав, що чорт обманює людей. Нарешті, він зустрів Смерть, яка обіцяла бути справедливою кумою і допомогти його дитині.
Смерть стала хрещеною матір'ю хлопчика і, коли він виріс, подарувала йому силу стати відомим лікарем. Вона показала йому траву, яка могла лікувати хворих, але за умови: якщо Смерть стоїть біля голови хворого, його можна врятувати, а якщо біля ніг — хворий приречений. Лікар став багатим і відомим, але одного разу вирішив обдурити Смерть, щоб врятувати короля. Смерть попередила його, що це не пробачить.
Пізніше лікар знову обманув Смерть, щоб врятувати королівну, і цього разу Смерть забрала його до себе. Вона показала йому свічки, які символізували життя людей. Свічка лікаря виявилася майже згаслою, і, попри його прохання, Смерть дозволила їй згаснути, покаравши його за порушення обіцянки.